# Ceryx aroa
Ceryx aroa là một loài bướm đêm thuộc phân họ Arctiinae, họ Erebidae.